# Rédemption (film, 2000)
Pour les articles homonymes, voir Rédemption (homonymie).
Pour plus de détails, voir Fiche technique et Distribution.
Rédemption ou Le Maître de Kingdom Come au Québec (The claim) est un film dramatique franco-britannique réalisé par Michael Winterbottom et sorti en 2000.

## Synopsis
Un chercheur d'or a amassé une énorme richesse lors de la ruée vers l'or en 1849. Vingt ans plus tard, il est le maître d'une petite ville perdue dans la montagne. Mais lors de l'arrivée de trois étrangers, son destin bascule et son passé ressurgit.

## Fiche technique
- Titre anglais: The Claim
- Titre français : Rédemption
- Titre québécois : Le Maître de Kingdom Come
- Réalisation : Michael Winterbottom
- Scénario :  Frank Cottrell Boyce d'après le roman de Thomas Hardy Le Maire de Casterbridge
- Musique : Michael Nyman
- Lieu de tournage : Calgary, Canada
- Image : Alwin H. Küchler
- Montage : Trevor Waite
- Genre : film dramatique, western
- Durée : 120 min.
- Date de sortie :
  - États-Unis : 29 décembre 2000
  - Royaume-Uni : 2 février 2001
  - France : 13 juin 2001

## Distribution
- Peter Mullan (VF : Gabriel Le Doze ; V.Q. : Éric Gaudry) : Daniel Dillon
- Milla Jovovich (VF : Barbara Kelsch ; VQ : Élise Bertrand) : Lucia
- Wes Bentley (VF : Damien Boisseau ; V.Q. : Patrice Dubois) : Donald Dalglish
- Nastassja Kinski (V.Q. : Nathalie Coupal) : Elena Burn
- Sarah Polley (VF : Élisa Bourreau ; V.Q. : Aline Pinsonneault) : Hope Burn
- Shirley Henderson (V.Q. : Charlotte Bernard) : Annie
- Julian Richings (V.Q. : Denis Michaud) : Francis Bellanger
- Sean McGinley (V.Q. : Mario Desmarais) : Mr. Sweetley
- Randy Birch : Priest
- Tom McCamus (V.Q. : Daniel Picard) : Mr. Burn
- Frank Zotter : Photographe
- Artur Ciastkowski : Delany
- Barry Ward : Young Dillon
- Karolina Muller : Young Elena
- David Lereaney : Saloon Actor
- Marie Brassard : French Sue
- Duncan Fraser (V.Q. : Yvon Thiboutot) : Crocker

Source et légende : Version québécoise (V.Q.) sur Doublage Québec.

## Distinctions
- Le réalisateur Michael Winterbottom a été nommé lors du Festival du film de Berlin 2001 et lors de la 21e cérémonie des Boston Society of Film Critics Awards
- Alwin H. Küchler a remporté le prix du meilleur directeur de la photographie lors du festival de Valladolid
- Frank Cottrell Boyce a été nommé pour le meilleur scénario lors du British Independent Film Awards 2001
- Sarah Polley nommée pour le rôle de Hope Burn lors de la 8e cérémonie des Chlotrudis Awards